# Hagen von Tronje

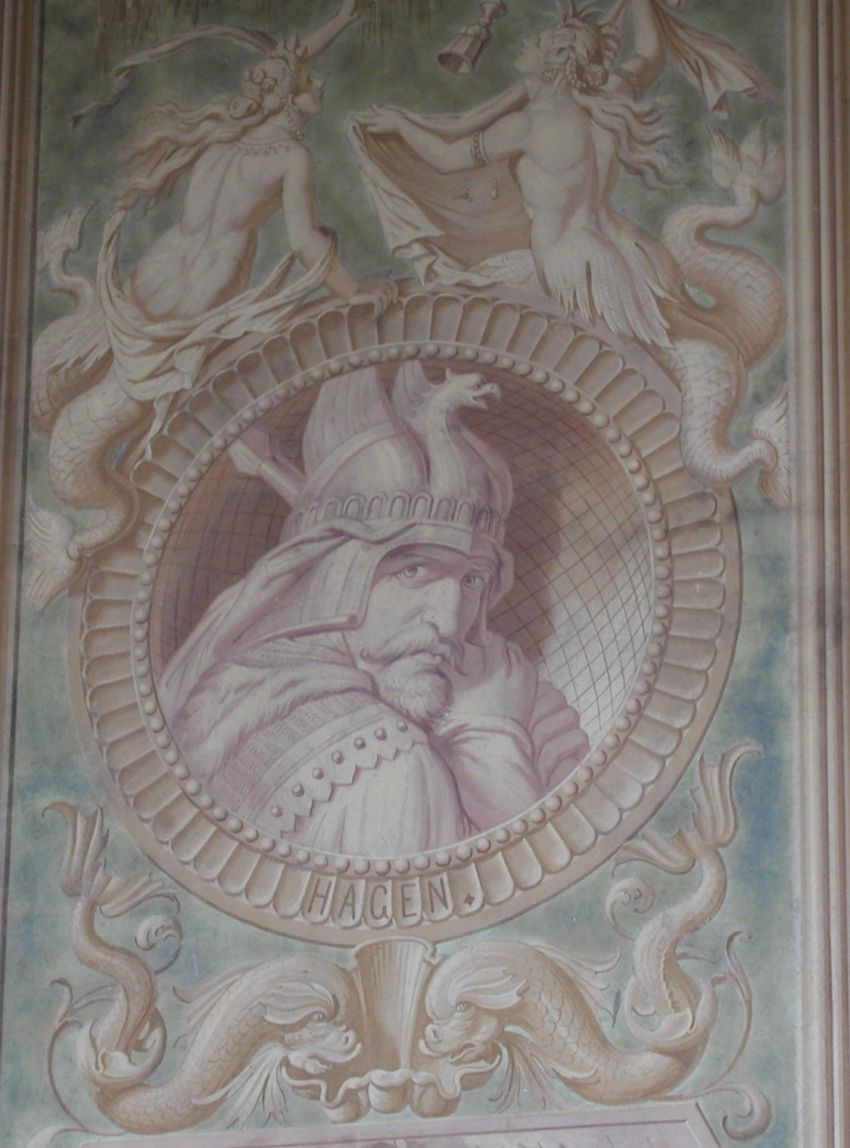
Hagen. Aus dem Nibelungenzyklus am Marmorpalais in Potsdam

Hagen ist eine Figur in verschiedenen Werken der Nibelungensage und mit ihr verwandter Sagen. Im Nibelungenlied trägt er den Beinamen „von Tronje“, in der Thidrekssaga „von Troia“.

## Etymologie des Beinamens „Tronje“
Von den Haupthandschriften des Nibelungenliedes schreiben die Hauptvertreter der beiden Fassungen, B und C, immer „Tronege“ („von Tronege Hagene“, „Hagen von Tronege“, „geborn von Tronege“, „helt von Tronege“); die deutlich weniger sorgfältig geschriebene und spätere Handschrift A schreibt meist „Trony“ (auch „Troni“ und „Tronie“). „Tronje“ ist die entsprechende neuhochdeutsche Form. In den Hauptquellen B und C steht der Name seiner Herkunft im Dativ, der Nominativ lautet „Troneg“. „Tronje“ ist folglich ein – allerdings gebräuchlicher – Irrtum.
Alle folgenden Versuche, ob sie eine Deutung des Namens oder die Heimat von Hagen betreffen, sind hoch spekulativ, aber mit mehr oder weniger einsichtigen Argumenten unterlegt. Zwar hat das Nibelungenlied einen historischen Kern, niedergeschrieben wurde es aber erst Jahrhunderte später, um 1200, wobei das mittelalterlich geprägte Wissen und die Intentionen des Verfassers mit einflossen.
Es gibt Vorschläge, den Beinamen Hagens an mehr oder weniger ähnlich klingende Ortsnamen anzuknüpfen. Insbesondere werden Namen, die nur lautliche Ähnlichkeit bieten, aber keine sinnvolle Anknüpfung an die Sage, von der Fachwissenschaft abgelehnt. Solche Anklänge sind mit hoher Wahrscheinlichkeit zufällig und geben vor allem nichts für die Deutung der literarischen Figur her. Es wird vermutet, dass der Dichter des Nibelungenliedes Tronje für einen realen Ortsnamen im Herrschaftsgebiet der Burgunden hielt; aber ob er selbst genau wusste, wo dieser Ort zu lokalisieren sei, ist fraglich. Er kannte sich in der Gegend um Worms nicht besonders gut aus und machte Fehler in der Lokalisierung von Schauplätzen.
Dennoch diskutiert wird die Verknüpfung Hagens mit folgenden Orten:
- Der Namenszusatz „von Tronje“ könnte eine Abstammung vom griechischen Troja bedeuten, da es im spätantiken und frühmittelalterlichen Europa Mode war, sich solche Ahnen zuzuschreiben. Damit setzte man sich den Römern gleich.

- Es existiert ein Ortsname, der in seiner keltischen Form „Truncinas“ hieß und der im Laufe der Jahrhunderte folgende romanische Schreibweisen aufwies: „Truncinas“ (820–822), „Truncinis“ (1040) und „Troncinium“ (1198). Sein heutiger französischer Name ist „Tronchiennes“. Wenn man den letzten Namen französisch ausspricht, so hat man fast den Namen „Tronje“. Im Neuniederländischen heißt der Ort nunmehr Drongen und liegt im Arrondissement Gent (Belgien). In dieser Gegend lokalisieren neuniederländische Autoren die Kudrunsage, da sich dort Orts- und Landschaftsnamen aus der Kudrunsage wie „Wulpe Tenen“ (Tenemarke, Tenelant) finden. Nach dieser Interpretation könnte der Hagen des Nibelungenliedes mit dem Hagen des Kudrunliedes identisch sein.

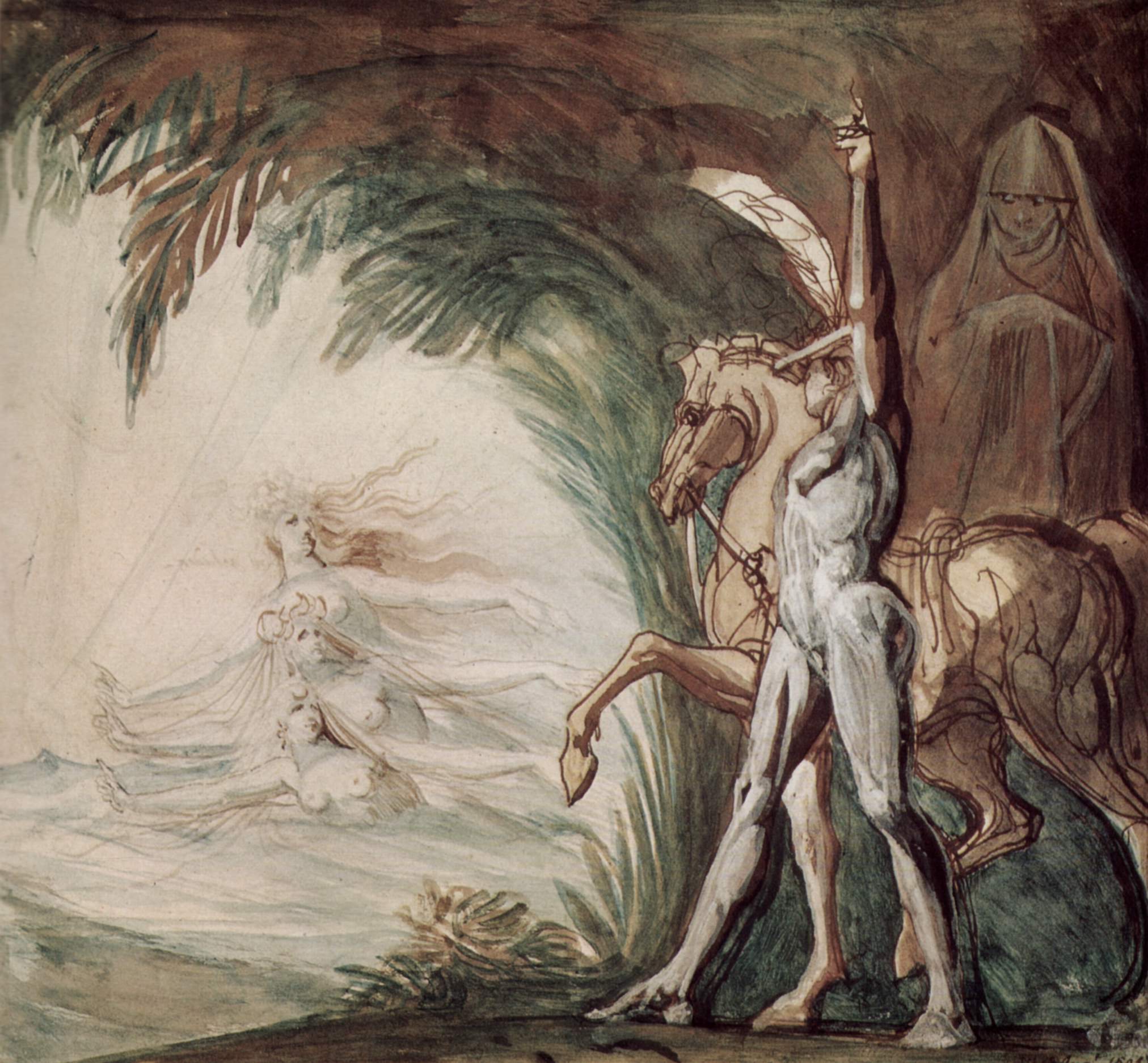
Hagen und die Undine von Danubius, Gemälde von Johann Heinrich Füssli

- „Tronje“ könnte auch auf die Colonia Ulpia Traiana verweisen, eine römische Stadtgründung gegenüber den rechtsrheinischen Germanen in der Nähe von Xanten, der Gegend, aus der auch Siegfried stammte. Das würde Hagens überraschend umfassende Kenntnis zu Ereignissen und Taten aus Siegfrieds Jugend erklären.

- Ähnlich klingt auch der Name des kleinen Burgdorfes Dhronecken im Hunsrück, das im Mittelalter „Troneck“ hieß und im historischen Reich der Burgunden lag. In nicht allzu großer Entfernung davon finden sich Ortsnamen, die an weitere Figuren des Nibelungenliedes anklingen: Ein Verwandter Hagens ist Ortwin von Metz, zwei seiner Mitstreiter Hunold und Volker von Alzey. Wenn man Burgen aus der Umgebung Dhroneckens hinzuzieht, lassen sich Ortwin Metz, Hagen Dhronecken, Hunold Hunoldispetra (heute Hunolstein) und Volker Alzey zuordnen. Dies sind Orte, die für einen Reisenden, etwa aus Xanten kommend und über Metz und Worms nach Passau reisend, am Weg lagen.

- Etymologien, die den Namen auf die norwegische Stadt Trondheim zurückführen, sind unplausibel. Die Stadt wurde erst 997 n. Chr. unter dem Namen Nidaros gegründet und damit erst nach der Entstehung des Sagenstoffes selbst. Die Landschaft und das damalige Kleinkönigreich tragen dagegen den Namen Trøndelag.

## Hagen in der Sage

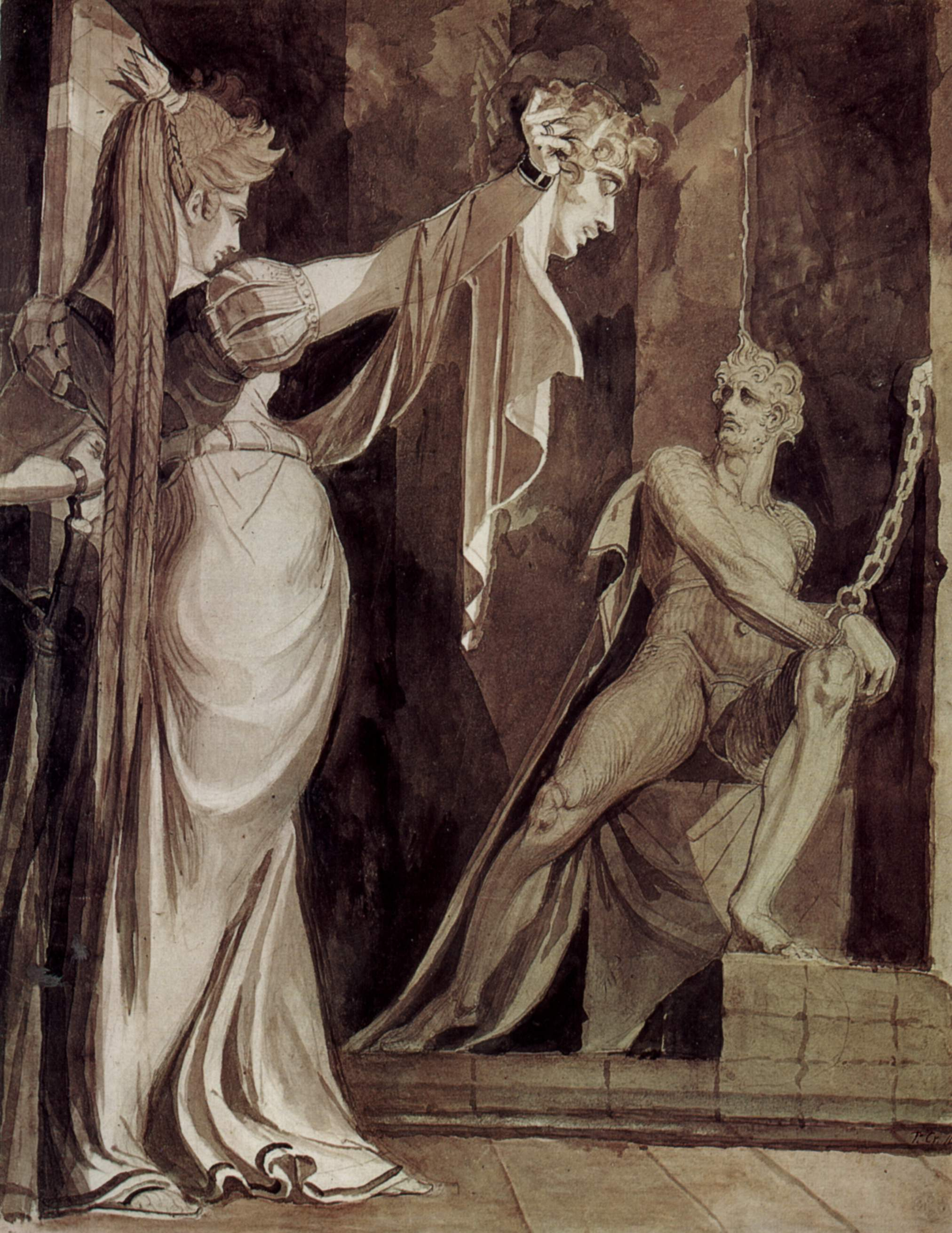
Kriemhild zeigt Hagen das Haupt Gunthers, Gemälde von Johann Heinrich Füssli

Im Nibelungenlied erschlug Hagen erst mit List (Aushorchung Kriemhilds), dann mit Tücke (hinterrücks) den fast unverwundbaren Helden Siegfried an einer Quelle in den Vogesen oder im Odenwald. In der Thidrekssaga ist dazu keine List nötig; Högni ersticht einfach Sigurd (entspricht dem deutschen Siegfried), als dieser sich auf den Boden legt, um aus einem Bach zu trinken. In den übrigen skandinavischen Versionen der Nibelungensage ist Högni nicht der Mörder Sigurds.
In einem weiteren Sagenkreis, der Walthersage, wird seine langjährige Freundschaft mit Walther von Aquitanien im Kampf am Wasigenstein auf eine harte Probe gestellt. Der Waltharius manu fortis und das Nibelungenlied schildern die Sage ähnlich: Walther von Aquitanien, Hagen und Hiltgunt werden dem Hunnenkönig Attila als Geiseln nach Pannonien gegeben. Hagen flieht (bzw. nach dem Nibelungenlied: wird von Etzel freiwillig heimgesandt), als Gunther auf den Thron gelangt. Als Walther und Hiltgunt aus der Geiselhaft fliehen, überqueren sie bei Worms den Rhein und werden erkannt. Gunther will Walther seinen Schatz abnehmen und befiehlt Hagen zu kämpfen, obwohl dieser mit Walther befreundet ist. Hagen weigert sich zunächst. Als Walther jedoch im Kampf Hagens Neffen tötet, fällt Hagen die Blutrache zu, und er nimmt den Kampf auf. Erst nachdem die drei (Hagen, Walther und Gunther) arg verstümmelt und kampfunfähig sind, endet der Kampf: Hagen verliert dabei ein Auge. Die Thidrekssaga bietet eine etwas andere Version der Walthersage.
In den altisländischen Atliliedern (Atli = der historische Attila; im Nibelungenlied: König Etzel) werden die Burgundenkönige von Atli, der den Nibelungenschatz an sich bringen will, an den Hof der Hunnen gelockt. Dort werden Högni (= Hagen) und Gunnar (= Gunther), die in der Edda Brüder sind, von einer Übermacht von Hunnen überwältigt. Atli versucht, Gunnar das Geheimnis zu entlocken, wo der Nibelungenhort verborgen liegt. Gunnar fordert daraufhin den Tod Högnis, da er erst sicher sein kann, dass man sie beide nicht gegeneinander ausspielt, wenn nur mehr einer lebt. Erst als er Högnis blutiges Herz in Händen hält, verkündet er triumphierend, dass nun einzig er das Versteck wisse, und Atli es nie erfahren werde. Daraufhin lässt Atli Gunnar in eine Schlangengrube werfen.

### Nibelungenlied

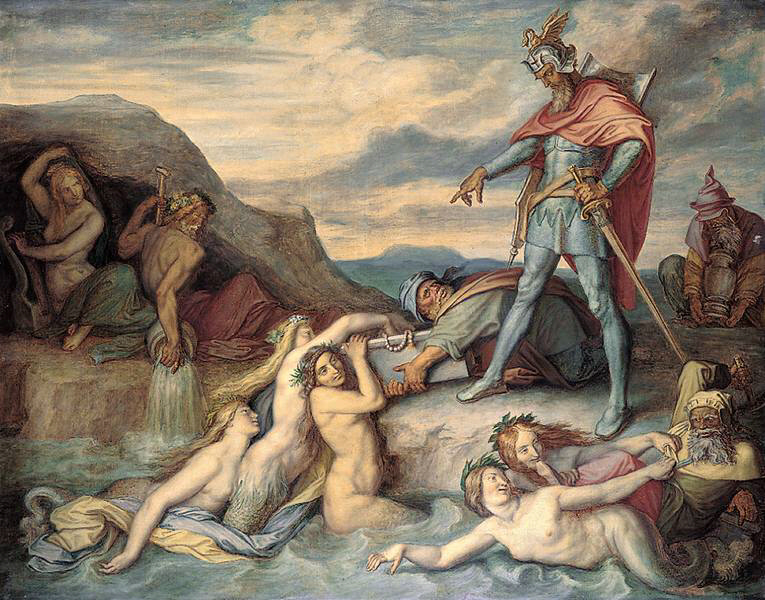
Hagen versenkt den Nibelungenhort, Gemälde von Peter von Cornelius, 1859

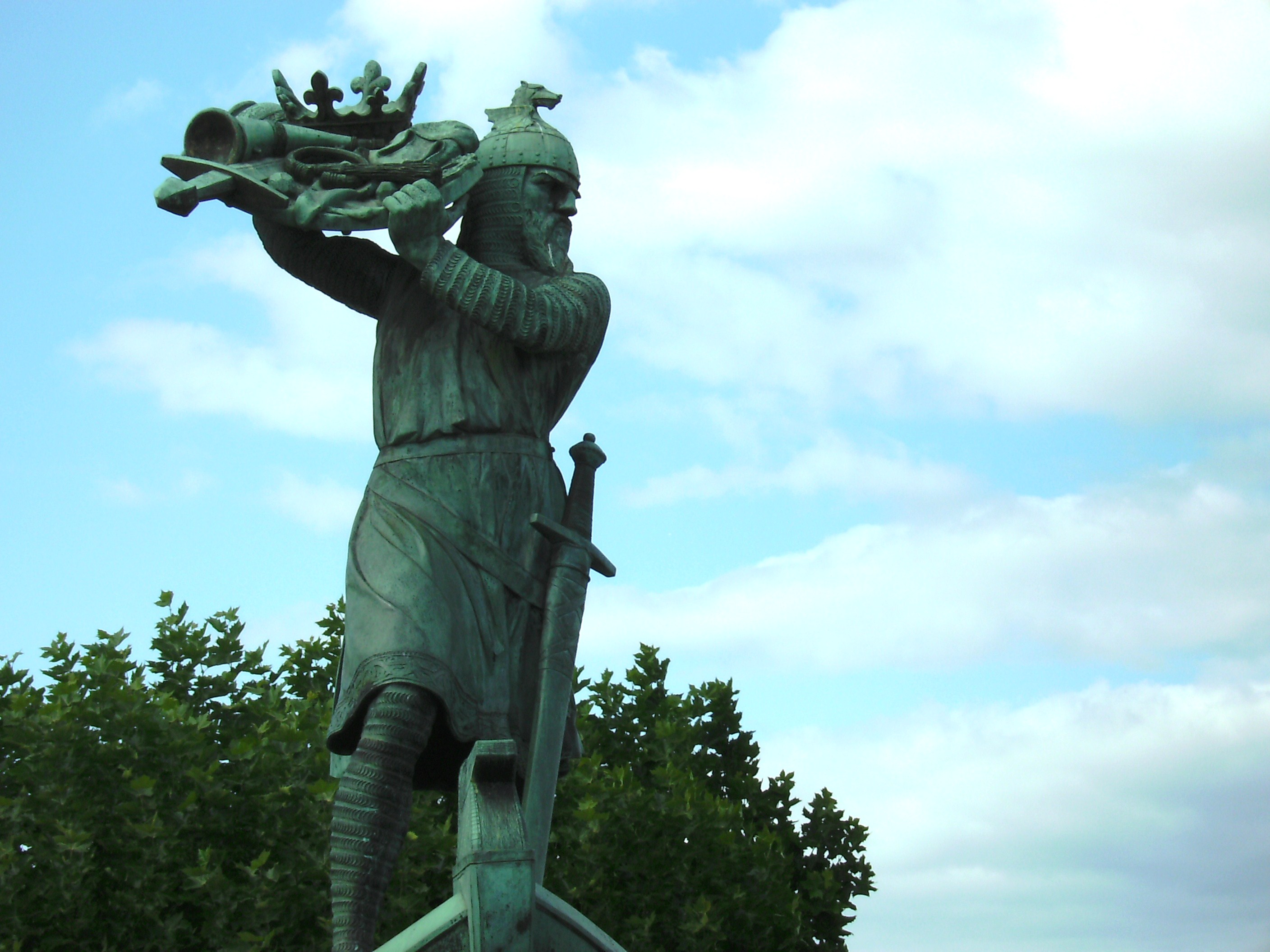
Hagen versenkt den Nibelungenschatz im Rhein, Bronzeplastik von Johannes Hirt, 1905, in Worms am Rheinufer

Das Nibelungenlied verbindet ältere Sagenfassungen, die sich beispielsweise in der Edda in den Atliliedern niederschlagen und im deutschen Raum zuvor nur mündlich überliefert wurden, zu einer durchgehenden Verserzählung. Im Nibelungenlied ist Hagen nicht Gunthers Bruder, sondern entfernter Verwandter und wichtigster Berater des Königs.
Er gilt als heldenhafter Kämpfer und unverbrüchlich treu (die „Nibelungentreue“), doch auch als düster und verschlagen.
Bei Siegfrieds Ankunft in Burgund ist Hagen der Einzige bei Hof, der den streitlustigen Fremden erkennt und zum Frieden rät. Bei einem Angriff sächsischer Truppen auf Burgund schlägt Hagen vor, Siegfried als Heerführer einzusetzen. Gemeinsam mit Siegfried wirbt Hagen für Gunther auf Isenstein um die Königin Brünhild.
Das gute Verhältnis zu Siegfried endet, als Hagen von Siegfrieds Vergehen an der Königin Brunhild erfährt: Hagen verspricht ihr, ihre von Siegfried erlistete Entjungferung durch dessen Tod zu rächen. Nach Siegfrieds Ermordung versenkt Hagen dessen mit einem Fluch belegten Schatz – den Nibelungenhort – im Rhein.
Kriemhild heiratet den Hunnenkönig Etzel und lockt ihre Verwandten an ihren Hof, um an Hagen Rache zu nehmen. Hagen warnt vergebens, und als er am hunnischen Hof des Verrats gewahr wird, erschlägt er sofort Kriemhilds (und Etzels) Sohn Ortlieb, der auch der Erbe der Ansprüche auf den burgundischen Thron wäre. Am Ende des Nibelungenliedes stirbt Hagen nach der Schlacht an Etzels Hof zwischen Hunnen und Burgunden als letzter der Helden im Kerker durch Kriemhild, die ihn mit Siegfrieds Schwert enthauptet.

### Thidrekssaga
In den isländischen Versionen der Thidrekssaga trägt „Högni“, wie die nordische Namensform von Hagen lautet, auch den Zusatz „von Troia“. In der altschwedischen Fassung wird die deutsche Namensform „Hagen“ verwendet und ist gegen Ende des Textes meist mit „von Tröuia“ und einmal mit „von Trönia“ assoziiert. Dort wird auch der Endkampf der Nibelungen gegen die Hunnen anders geschildert als z. B. im Nibelungenlied. Hagen wird in einem letzten Zweikampf mit „Thidrik af Berne“ (Dietrich von Bern) so schwer verwundet, dass er seinen Tod voraussieht. Er bittet Thidrik um die Gunst, seine letzte Nacht mit einer Frau zu verbringen. Die Frau, die ihm Thidrik zuführt, hat in der Saga keinen Namen. Am Morgen sagt Hagen zu der Frau: „Du hast einen Sohn empfangen, den Du nach seiner Geburt ‚Aldrian‘ nennen sollst.“ Außerdem übergibt er der Frau den Schlüssel zu Siegfrieds Schatzkeller.
Im Nibelungenlied ist Aldrian der Name von Hagens Vater. In den Handschriften A und B ist die Schreibweise des Namens durchweg „ALDRIAN“. Der Autor von Handschrift C macht den Namen durchweg zu „Adrian“ (fünfmal) und verdoppelt die Anzahl der Zeilen, in welchen A(L)DRIAN genannt wird, auf 10, ohne den Inhalt der entsprechenden Zeilen zu ändern.

### Waltharius
Hagen lebt nach der Erzählung des Waltharius zunächst als Geisel am Hofe Attilas, flieht aber dann zu Gunther, der hier als Frankenkönig bezeichnet wird. Als Walther zusammen mit Hiltgunt aus dem Reich Attilas flieht und mit Schätzen beladen durch den Wasgenwald (Wasgau/Vogesen) zieht, kämpft Hagen als Gefolgsmann Gunthers gegen Walther. Dabei verliert er ein Auge, König Gunther ein Bein und Walther die rechte Hand. Diese Episode wird darüber hinaus auch in der Thidrekssaga in leicht abgewandelter und stark verkürzter Form erzählt.
Außerdem wird Hagen im Waldere-Fragment erwähnt.

### WagnersRing des Nibelungen
In der Tetralogie Der Ring des Nibelungen von Richard Wagner ist Hagen der Sohn von Alberich, nachdem es diesem trotz seines Liebesfluchs gelungen war, ein Kind zu zeugen. Der Fluch wirkt in Hagen jedoch weiter („frühalt, fahl und bleich, hass’ ich die Frohen, freue mich nie!“), dem so bei aller Düsternis der Charakterzeichnung ein tragischer Zug nicht abgesprochen werden kann. Hagen betritt die Bühne der Handlung erst im letzten Werk der Tetralogie, der Götterdämmerung. Hier beherrscht er die Intrige, die Siegfried verleitet, sich trotz seiner Bindung an Brünnhilde mit Gutrune zu vermählen und Brünnhilde selbst für Gunther zu gewinnen. Ebenso ist Hagen die treibende Kraft bei dem Komplott zur Ermordung Siegfrieds. Sein Ziel ist das seines Vaters Alberich, der ihm nächtlich erscheint und darauf einschwört, den aus dem Rheingold geschmiedeten Nibelungenring zurückzugewinnen. Nach Siegfrieds Tod tötet er im Streit um diesen auch Gunther, seinen Halbbruder. Als Brünnhilde den Ring an die Rheintöchter zurückgibt, versucht Hagen, ihn an sich zu reißen, und wird von den Rheintöchtern mit in die Tiefe des Rheins gezogen.

### Kudrunsage
Die Hagengestalt der Kudrunsage findet bis auf die oben genannte Verbindung über den Ort Drongen als eventuelle Herkunft des Beinamens „von Tronje“ keine Parallele zur Gestalt Hagen von Tronjes. Die Hagengestalt der Kudrunsage ist eine Gestalt der nordischen Sage.

## Deutung
Eine Deutung des Nibelungenthemas als Geschichte der Christianisierung Germaniens sieht in Hagen den alten heidnischen Glauben verkörpert.
Gestützt wird diese Deutung durch die schriftlich überlieferte äußere Erscheinung Hagens; so war er – der Walthersage nach – einäugig. Gemäß antiker bzw. frühmittelalterlicher Lesart war dies Anzeichen besonderer Kriegstüchtigkeit (der karthagische Feldherr Hannibal galt wegen eines Augenleidens oder einer Verletzung zumindest zeitweilig als einäugig) oder seherischer Fähigkeiten (der oberste nordische Gott Odin opferte ein Auge für die Gabe des Sehens).
Bisweilen werden Parallelen zwischen der Hagengestalt und dem römischen Feldherrn Flavius Aëtius gezogen, der in Dorostorum (heute im nordöstlichen Bulgarien, an der Donau) geboren wurde und als Kind sowohl Geisel bei den Visigothen – den späteren Westgoten – als auch am hunnischen Hof war. Die Burgunden kämpften in der Schlacht auf den Katalaunischen Feldern im Jahr 451 (unweit des heute französischen Troyes) unter Aetius gegen Attila. Nach Merobaudes war Aetius ein gefürchteter Speerwerfer und in allen damaligen Reichen bekannt. Nach Renatus Profuturus Frigeridus konnte er lange Nachtwachen ohne Schlaf bestreiten wie kein anderer. Alle diese Eigenschaften werden auch Hagen von Tronje zugeteilt.

## Dichtung und politische Propaganda
Das Zwieschlächtige, zugleich Helden- und Schauderhafte an Hagen wurde in der Dichtung seit der Wiedererschließung des Nibelungenliedes im 19. Jahrhundert vielfach thematisiert (vgl. Friedrich Hebbel bis Agnes Miegel).
Zu Beginn des Ersten Weltkrieges bezeichnete das Schlagwort der „Nibelungentreue“ die Verbindung des Deutschen Reiches mit Österreich-Ungarn, im Zweiten Weltkrieg die Bindung der Deutschen an Hitler. Es bezieht sich auf die absolute Treue Hagens zu seinem Herrn Gunther und umgekehrt. Rudolf Heß stilisierte sich selbst als "Hagen der Partei". Nach der Niederlage von Stalingrad pries die Germanenpropaganda des Nationalsozialismus Hagen – und nicht mehr wie vorher Siegfried.
Wolfgang Hohlbein behandelt das Leben des Helden in seinem Buch Hagen von Tronje, in dem Hagen, nicht Siegfried, die Hauptrolle spielt. Der US-amerikanische Autor Stephan Grundy erzählt in dem Roman Attila’s Treasure (deutscher Titel: Wodans Fluch) die Erlebnisse des jugendlichen und jungen Hagen vor den Ereignissen des Nibelungenliedes. Grundy vermischt dabei verschiedene Inspirationsquellen wie die Edda, das Libretto zu Wagners Ring und tatsächliche historische Fakten über die damaligen Lebensweisen der Hunnen und Germanen. Bei der 1997 im Econ Verlag veröffentlichten Fantasy-Reihe Die Nibelungen widmet sich der erste, von Kai Meyer verfasste Band Der Rabengott der Jugend Hagens.

## Film und Fernsehen
Hagen wurde im Lauf der bisherigen Verfilmungen der Nibelungensage unter anderem von folgenden Schauspielern dargestellt:
| Jahr    | Film                                | Regie                            | Darsteller              |
| ------- | ----------------------------------- | -------------------------------- | ----------------------- |
| 1922/24 | Die Nibelungen                      | Fritz Lang                       | Hans Adalbert Schlettow |
| 1957    | Siegfried – Die Sage der Nibelungen | Giacomo Gentilomo                | Rolf Tasna              |
| 1966/67 | Die Nibelungen                      | Harald Reinl                     | Siegfried Wischnewski   |
| 1967    | Die Nibelungen                      | Wilhelm Semmelroth               | Alfred Schieske         |
| 2004    | Die Nibelungen                      | Uli Edel                         | Julian Sands            |
| 2024    | Hagen – Im Tal der Nibelungen       | Cyrill Boss und Philipp Stennert | Gijs Naber              |